# Balthasar Permoser

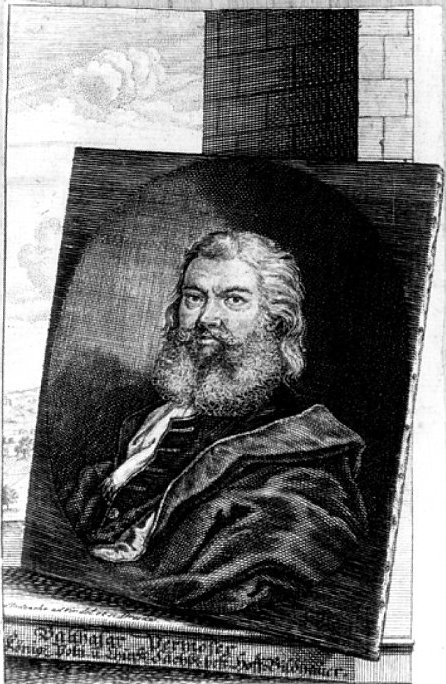
Balthasar Permoser

Balthasar Permoser (Traunstein, 13 de agosto de 1651 -  Dresde, 18 de febrero de 1732) fue un escultor austriaco-alemán, a caballo entre el barroco y el rococó.

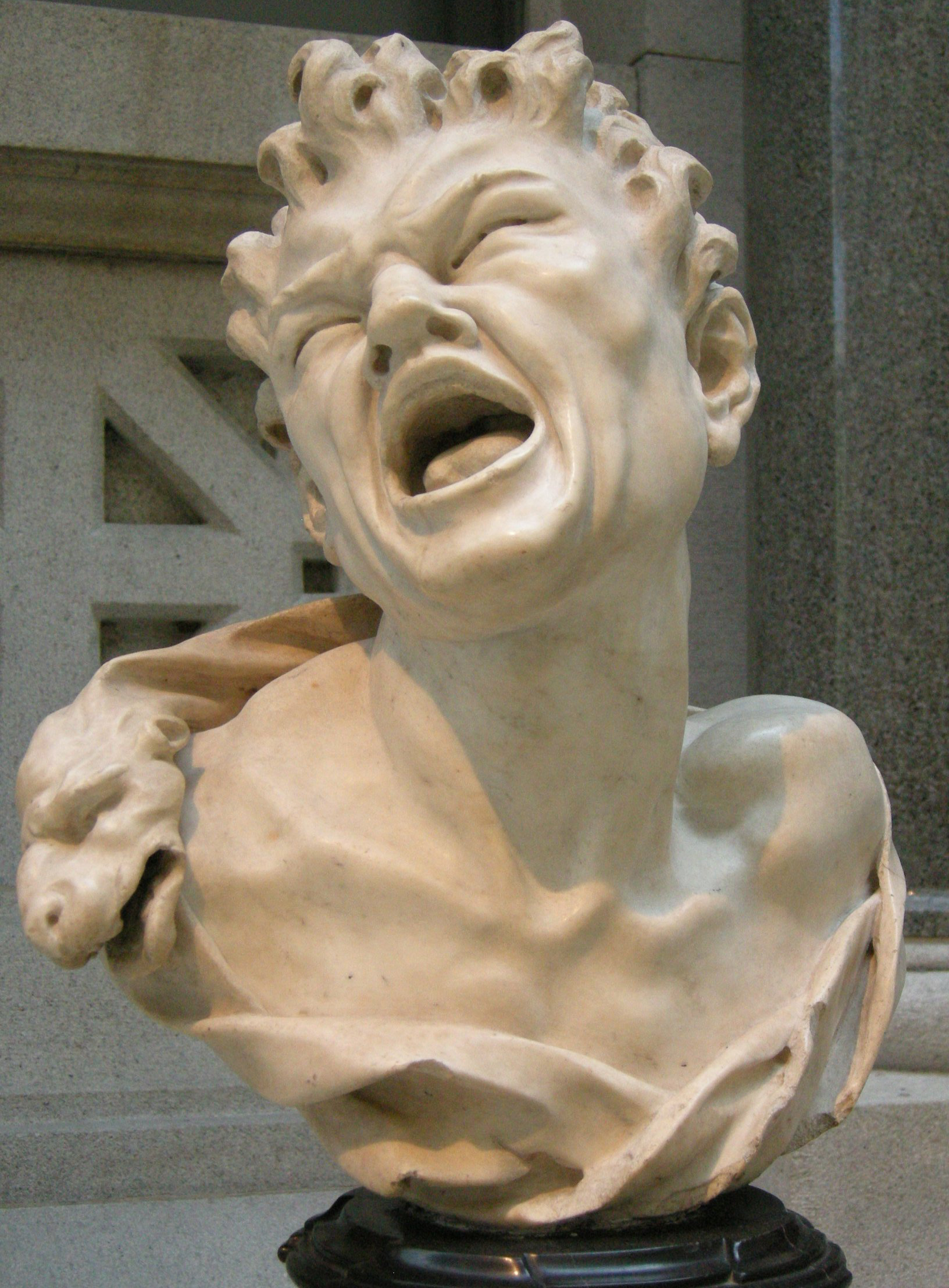
Marsias, 1680

Tras una formación inicial en Salzburgo y Viena se trasladó a Italia donde permaneció entre 1675 y 1689 trabajando en Florencia en el taller de Giovanni Battista Foggini. En Roma conoció la obra de Bernini. En 1689 fue llamado a Dresde a trabajar como escultor de la corte, ciudad en la que desarrollaría la mayor parte de su carrera, solo interrumpida por estancias en Salzburgo y Berlín.
Su obra más conocida es la decoración escultórica del Zwinger, en la que colaboró con el maestro constructor Matthäus Daniel Pöppelmann. A Permoser se deben seis de los atlantes que adornan la fachada del pabellón fortificado y las figuras de la fuente de las ninfas.
Su escultura exenta más famosa es la Apoteosis del príncipe Eugenio de Saboya donde le representa como vencedor de los turcos.
Trabajó sus esculturas tanto en piedra como en madera y en marfil. Por otro lado creó modelos para los joyeros de la corte y para los talleres de porcelana de Meissen.